# ディナラ (駆逐艦)
ディナラ (SMS Dinara) はオーストリア＝ハンガリー帝国海軍の駆逐艦。フサール級。艦名はクロアチアの山脈からとられている。

## 艦歴
1909年1月28日起工。1909年10月16日進水。1909年12月31日竣工。
1913年、モンテネグロに対する示威行動に参加。

### 第一次世界大戦
1915年5月23日、イタリアはオーストリア＝ハンガリー帝国に宣戦布告。同日、オーストリア＝ハンガリー帝国海軍の戦艦などは出撃し、アンコーナなどの攻撃へと向かった。「ディナラ」はテゲトフ級戦艦などからなりアンコーナ攻撃を行ったAグループの1隻であった。
6月17から18日夜、装甲巡洋艦「ザンクト・ゲオルク」などがリミニとペーザロを攻撃。巡洋艦「サイダ」、「ヘルゴラント」と駆逐艦「ディナラ」、「レカ」、「ヴェレビト」、水雷艇5隻はそれを掩護し、またイタリア汽船「Grazia」を沈めた。
7月11日、イタリアはペラゴーザ島を占領した。8月17日、オーストリア＝ハンガリー帝国海軍は巡洋艦「ヘルゴラント」と「サイダ」や駆逐艦「ディナラ」などでペラゴーザ島を攻撃。真水のタンクないし貯水池などを破壊し、この攻撃後イタリア軍は島から撤退した。
12月29日、護衛中の汽船「Kupa」がイタリア潜水艦「Archimede」の雷撃を受け擱座。1916年1月17日には「ディナラ」は船団護衛中に潜水艦の雷撃を受けたが、外れた。
1916年5月24日、「ディナラ」など駆逐艦4隻、水雷艇6隻が水上機支援のため出撃中、そのうちの一隻である水雷艇「75T」がイタリアの水雷艇と交戦した。
10月19日、損傷した水上機「L124」を港まで曳航。11月27日、工作艦「Cyclop」をプーラからコトル湾まで護衛。
12月22日、「ディナラ」と駆逐艦「シャルフシュツェ」、「ヴェレビト」、「レカ」はオトラント堰攻撃に向かった。しかし、ドリフター1隻を損傷させた（「ディナラ」は魚雷2本を発射し、ドリフター1隻を沈めたというが、この時沈んだドリフターは存在しない）ところでフランス駆逐艦が現れた。フランス駆逐艦はターラントへ向かっていた「Casque」、「Protet」、「Commandant Rivière」、「Commandant Bory」、「Dehorter」、「Boutefeu」で、「Casque」はオーストリア＝ハンガリー帝国の駆逐艦を追跡したが、他は「Commandant Rivière」以外は追従できなかった。続いて起こった戦闘でオーストリア＝ハンガリー帝国側は「ヴェレビト」以外が損傷し、フランス側も「Casque」と「Commandant Rivière」が損傷した。「ディナラ」は2度被弾し、缶室への命中弾は不発であったが、缶室で1名が死亡した。
10月から11月にかけてオーストリア＝ハンガリー帝国とドイツ軍はイタリア戦線で攻勢を実施し（カポレットの戦い）、11月初めのタリアメント川渡河の際に「ディナラ」はそれを支援した。
11月28日、「ディナラ」と駆逐艦「レカ」、「シュトライター」、「トリグラフ」、「フサール」や水雷艇はセニガッリア・リミニ間の鉄道を攻撃した。
12月8日、オーストリア＝ハンガリー帝国潜水艦「Ub.11」が発射した魚雷1発が「ディナラ」に命中したが、信管が作動状態になっておらず損傷は軽微であった。1918年1月17日まで修理が行われた。
1918年2月1日、カッタロ湾在泊の装甲巡洋艦「ザンクト・ゲオルク」などで反乱が発生。しかし、軽巡洋艦や駆逐艦（「ディナラ」もカッタロ湾在泊）は反乱には加わらなかった。
3月17日、「ディラナ」は潜水艦「U43」を敵とみなして体当たりを試み、「U43」と衝突して損傷。さらに続けて「ディナラ」は後続していた水雷艇「100」に追突された。「ディラナ」の修理には3か月を要した。
10月2日、戦艦を含む連合国艦隊がドゥラッツォを攻撃。この時「ディナラ」はドゥラッツォに在泊していたが軽微な被害で済んでいる。
戦後は1920年にイタリアに引き渡され、解体された。

## 要目（1913年以降）
- 長さ：68.38m
- 幅：6.25m
- 満載排水量：414トン
- 速力：28.4ノット
- 兵装：45口径7cm砲1、30口径7cm砲5、45cm魚雷発射管2

出典